# 安如石
安如石（1513年—1564年），字子介，號膠陽，直隸常州府無錫縣（今屬江蘇省無錫市）人，明朝出版家。明朝豪商巨賈安國之第三子，刑部郎中華雲之女婿。

## 生平
安如石生于明正德八年六月初五日（1513年），为明朝巨富安国之嫡出第三子。曾师从“嘉靖八才子”之一的唐顺之。后继承其父安国之出版事业，刊印了诸多文粹典籍。

## 出版物
- 初刻《唐荊川先生文集》十二卷，（明）唐荊川撰，明嘉靖二十八年（1549年），藏于复旦大学图书馆[7]。
- 《南丰曾先生文粹》十卷，（宋）曾巩撰，明嘉靖二十八年（1549），藏于广东省立中山图书馆[8]。

## 家庭
子三，长子安希禹，女三，长女嫁与華察之长子華伯貞为妻。